# Seznam bombnikov druge svetovne vojne
Seznam najpomembnejših bombnikov druge svetovne vojne.

## Abecedni seznam

### A
- Aichi B7A Ryusei (Japonska)
- Aichi D3A (Japonska)
- Amiot 143M (Francija)
- Amiot 354 (Francija)
- Arado Ar 234 Blitz (Tretji rajh)
- Armstrong Whitworth Whitley (Združeno kraljestvo)
- Avro Anson (Združeno kraljestvo)
- Avro Lancaster (Združeno kraljestvo)
- Avro Manchester (Združeno kraljestvo)

### B
- Blackburn Skua Združeno kraljestvo
- Bloch MB.131 (Francija)
- Bloch MB.170 (Francija)
- Boeing B-17 Flying Fortress (ZDA)
- Boeing B-29 Superfortress (ZDA)
- Breda Ba.88 Lince (Italija)
- Breguet 693 (Francija)
- Bristol Blenheim (Združeno kraljestvo)
- Bristol Beaufort (Združeno kraljestvo)
- Bristol Beaufighter (Združeno kraljestvo)

### C
- Cant Z.1007 Alcione (Kraljevina Italija)
- Caproni Ca.310 Libeccio (Kraljevina Italija)
- Caproni Ca.311 (Kraljevina Italija)
- Caproni Ca.313 (Kraljevina Italija)
- Caproni Ca.314 (Kraljevina Italija)
- Consolidated B-24 Liberator (ZDA)
- Consolidated B-32 Dominator  (ZDA)
- Consolidated PB4Y-2 Privateer (ZDA)
- Convair B-58 Hustler (ZDA)
- Curtiss SB2C Helldiver  (ZDA)

### D
- Dassault Mirage IV (Francija)
- De Havilland Mosquito (Združeno kraljestvo)
- Dornier Do 17 (Tretji rajh)
- Dornier Do 217 (Tretji rajh)
- Douglas A-20 Havoc (ZDA)
- Douglas A-26 Invader (ZDA)
- Douglas SBD Dauntless  (ZDA)
- Douglas TBD Devastator  (ZDA)
- Douglas A-1 Skyraider (ZDA)
- Douglas B-18 Bolo (Združene države Amerike)

### F
- Fairey Albacore (Združeno kraljestvo)
- Fairey Barracuda (Združeno kraljestvo)
- Fairey Battle (Združeno kraljestvo)
- Fairey Swordfish (Združeno kraljestvo)
- Farman F.220 (Francija)
- Fiat BR.20 Cicogna (Kraljevina Italija)
- Focke-Wulf Fw 200 Kondor (Tretji rajh)
- Fokker T.V (Nizozemska)

### G
- Grumman TBF Avenger  (ZDA)
- Grumman A-6 Intruder (ZDA)

### H
- Handley-Page Halifax (Združeno kraljestvo)
- Handley-Page Hampden (Združeno kraljestvo)
- Heinkel He 50 (Tretji rajh)
- Heinkel He 59 (Tretji rajh)
- Heinkel He 111 (Tretji rajh)
- Heinkel He 177 Greif (Tretji rajh)
- Henschel Hs 123 (Tretji rajh)
- Henschel Hs 129 Tretji rajh

### I
- Iljušin DB-3 (Sovjetska zveza)
- Iljušin Il-2 Sturmovik (Sovjetska zveza)
- Iljušin Il-4 (Sovjetska zveza)
- Iljušin Il-10 (Sovjetska zveza)
- Iljušin Il-28 (Sovjetska zveza)

### J
- Jakovljev Jak-2 (Sovjetska zveza)
- Junkers Ju 86 (Tretji rajh)
- Junkers Ju 87 Stuka (Tretji rajh)
- Junkers Ju 88 (Tretji rajh)
- Junkers Ju 188 (Tretji rajh)
- Junkers Ju 388 (Tretji rajh)

### K
- Kawasaki Ki-32 (Japonska)
- Kawasaki Ki-48 (Japonska)

### L
- Latecoere 298 (Francija)
- Liore et Oliver LeO 45 (Francija)
- Lockheed Hudson A-29  (ZDA)
- Lockheed Ventura (ZDA)

### M
- Martin B-26 Marauder (ZDA)
- Martin Maryland (Združene države Amerike)
- Martin A-30 Baltimore (Združene države Amerike)
- Messerschmitt Me 262 Schwalbe (Tretji rajh)
- Mitsubishi G3M (Japonska)
- Mitsubishi G4M (Japonska)
- Mitsubishi Ki-21 (Japonska)
- Mitsubishi Ki-51 (Japonska)
- Mitsubishi Ki-67 Hiryu (Japonska)
- Mjasičev M-4 (Sovjetska zveza)

### N
- Nakajima B5N (Japonska)
- Nakajima B6N Tenzan (Japonska)
- Nakajima Ki-49 Donryu (Japonska)
- North American B-25 Mitchell (ZDA)

### P
- Petljakov Pe-2 (Sovjetska zveza)
- Piaggio P.108B (Kraljevina Italija)
- Polikarpov R-5 (Sovjetska zveza)
- PZL P.23 Karaš (Poljska)
- PZL P.37 Łoš (Poljska)

### R
- Rockwell B-1 Lancer (ZDA)

### S
- Savoia-Marchetti SM.79 Bombardiere (Kraljevina Italija)
- Savoia-Marchetti SM.81 Pippistrello (Kraljevina Italija)
- Savoia-Marchetti SM.82 Marsupiale (Kraljevina Italija)
- Savoia-Marchetti SM.84 (Kraljevina Italija)
- Short Stirling (Združeno kraljestvo)
- Suhoj Su-2 (Sovjetska zveza )

### T
- Tupoljev SB-2 (Sovjetska zveza)
- Tupoljev TB-3 (Sovjetska zveza)
- Tupoljev Tu-2 (Sovjetska zveza)

### V
- Vickers Wellington (Združeno kraljestvo)
- Vickers Wellesley (Združeno kraljestvo)
- Vought SB2U Vindicator  (ZDA)
- Vultee A-31 Vengeance  (ZDA)

### Y
- Yokosuka D4Y Suisei (Japonska)
- Yokosuka P1Y Ginga (Japonska)